# Ahčan
Ahčan je priimek v Sloveniji, ki ga je po podatkih Statističnega urada Republike Slovenije na dan 1. januarja 2010 uporabljalo 28 oseb in je med vsemi priimki po pogostosti uporabe uvrščen na 10.804. mesto. 

## Znani nosilci priimka
- Aleš Ahčan, ekonomist, prof. EF
- Rudi Ahčan (1918–2008), rudarski inženir, univ. prof.
- Tanja Ahčan, pravnica, tožilka
- Uroš Ahčan (*1968), plastični, estetski in rekonstruktivni kirurg, profesor